# LGL
LGL(Large Graph Layout)は、大規模ネットワークを視覚化するために、Edward Marcotte 研究室のアレックス・アダイによって作成されたソフトウエア。

## 入力ファイル形式
ネットワーク
ネットワーク(拡張子:.ncol)は始点と終点、オプションで重みを持つ空白区切りのリストである。
```
node1 node2
node1 node3 # OK
node1 node2 # 重複しているのでエラーになる
node1 node1 # 自身に接続しているのでエラーになる
node2 node1 # 逆向きに接続しているのでエラーになる
node3       # 終点がないのでエラーになる
            # 空行はエラーになる
```

カラーリング
カラーリング(拡張子:.colors)は頂点と辺の両方に色を付けることが可能である。
辺に対する色付けは始点、終点と色をRGBの順で0.0～1.0にスケーリングして指定する。
```
node1 node2 1.0 0.5 0.0 
node3 node4 0.0 1.0 0.8 
node5 node6 0.1 0.1 1.0
```

頂点に対する色付けは頂点と色をRGBの順で0.0～1.0にスケーリングして指定する。
```
node1 1.0 0.8 0.0 
node2 1.0 0.5 0.0 
node3 0.2 0.1 0.8
node4 0.0 1.0 0.8 
node5 0.6 0.5 0.5
node6 0.1 0.1 1.0
```

## 利用例
- OPTE PROJECTは、数年ごとにインターネットをマップ化している。
- Aaron Swartz は2006 年にブログスペースをわかりやすく視覚化した。
- ニューヨーク近代美術館は、2008年の展覧会「Design and the Elastic Mind」にタンパク質相同性のLGLを選んだ。